# Huvepharma Arena
A Huvepharma Arena, anteriormente conhecido por Dyanko Stefanov Stadium e Ludogorets Arena é um estádio de futebol da Bulgária. O Ludogorets Razgrad manda seus jogos nesse estádio.